# Jukka-Pekka Saraste
Jukka-Pekka Saraste (Heinola, 22 de abril de 1956) es un director de orquesta y violinista finlandés.

## Vida
Nació en Heinola en 1956. La primera educación musical que recibió fue como violinista. Más tarde estudió dirección de orquesta en la Academia Sibelius de Helsinki con Jorma Panula en la misma clase que Esa-Pekka Salonen y Osmo Vänskä.

## Carrera
Saraste era segundo violinista principal y después director asociado a Leif Segerstam, en la Orquesta Sinfónica de la Radio Finlandesa (RSO). 
En 1983 Esa-Pekka Salonen y Saraste cofundaron la Orquesta de Cámara Avanti!, la cual se especializa en interpretaciones de música contemporánea. En el año 2000, Saraste también fundó los Conciertos de Verano del Festival Ekenäs, con la Orquesta de Cámara Finlandesa y es actualmente el director artístico de ambos: festival y orquesta. Saraste ha dirigido la Orquesta de Cámara Finlandesa en varias giras, incluyendo visitas a los Estados Unidos y China.
En 1987 Saraste es nombrado director principal de la RSO y mantuvo el puesto hasta el 2001. En 1987 también es nombrado director principal de la Orquesta de Cámara Escocesa y permanece con la orquesta hasta 1991. Saraste tiene ahora el título de director laureado de la RSO. Ha grabado dos veces las sinfonías completas de Jean Sibelius con la RSO. 
Saraste fue nombrado director musical de la Orquesta Sinfónica de Toronto en 1994. Los últimos años de su estancia estuvieron marcados por los conflictos sobre las dificultades financieras de la orquesta, varias huelgas y sus baldíos esfuerzos para mejorar la acústica de la Roy Thomson Hall. Durante la disputa laboral de 1999 Saraste se había ofrecido para servir de mediador en la situación. Saraste renunció a su puesto de Toronto en 2001 y desde entonces ha regresado allí para varias apariciones como invitado.
De 2002 a 2005 Saraste actuó como el director invitado principal de la Orquesta Sinfónica de la BBC. En agosto de 2006 es nombrado director musical de la Orquesta Filarmónica de Oslo, con un contrato inicial de 5 años. En junio de 2009, su contrato de Oslo fue extendido hasta la temporada 2012-2013. En diciembre de 2006, la Orquesta Sinfónica de Lahti anunció el fichaje de Saraste como su director artístico de 2008 a 2011 y director artístico del Lahti Sibelius Festival en 2008. La Orquesta Sinfónica de la WDR de Colonia anunció en noviembre de 2008 la contratación de Saraste como su director principal desde la temporada 2010-2011. En 2014 le sucedió en el cargo el director inglés Wayne Marshall.

## Premios y reconocimientos
- En 2000 recibió el Premio Estatal de Música de Finlandia.
- Ha sido nombrado doctor honoris causa por la Universidad York de Toronto.
- Se le ha otorgado la Medalla Sibelius.
- Ha recibido el Premio Sibelius otorgado en Noruega.

## Cargos
| Director musical, Orquesta Sinfónica de Toronto |
| 1994–2001                                       |

| Director principal, Orquesta Sinfónica de la Radio Finlandesa |
| 1987–2001                                                     |

| Director musical, Orquesta Filarmónica de Oslo |
| 2006–2013                                      |

| Director musical, WDR-Sinfonieorchester Köln |
| 2010–2014                                    |